# 韓国教員団体総連合会
韓国教員団体総連合会(朝鮮語: 한국교원단체총연합회、省略名:韓国教総、教総)は、大韓教育連合会(1947年11月23日設立)がその前身である。翌年1948年には教育協会に名称を変えたが、1989年に現在の名称になった。韓国国内では最古、最大の教職員団体である。標語は「正しい教育　素晴らしい先生(올바른 교육 훌륭한 선생님)」である。

## 歴史
1949年に制定された、教育法第80条により、教師の団結権が認められ、教員団体が設立できるようになった。これに基づき、社団法人の教育連合会が設立された。1960年四月革命以降、韓国教員労働組合が結成されたが、1961年以降、違法と規定され解体された。1980年代末以降、民主主義政権の誕生など、時代の変化に沿って、1989年12月に組織改編を断行することとなった。同時に現在の名称に変更された。

## 関連する団体
- 全国教職員労働組合(全教組、KTU)